# Mite de la sobirania del consumidor
El mite de la sobirania del consumidor és un concepte enunciat per l'economista John Kenneth Galbraith al llibre The Affluent Society («La societat pròspera», 1958) i que qüestiona el concepte de la sobirania del consumidor central en la teoria econòmica convencional davant de la creixent importància de les tècniques publicitàries. Des dels anys 1980 es va començar a criticar encara més aquesta hipotètica sobirania, perquè promulgava la idea que el consumidor només tindria drets, però no cap responsabilitats particulars.
Galbraith argumenta que la demanda del consumidor ja no prové de les seves necessitats espontànies sinó que aquestes necessitats són creades i manipulades per les tècniques de màrqueting i publicitat. Ans al contrari de la teoria clàssica, que preconitza que el consumidor té una opinió i decideix pe seu interès, segons Galbraith decideix segons l'opinió creada a partir de la influencia de les empreses que l’ataquen indiscriminadament a través de campanyes publicitàries.
Malgrat que això pugui semblar una obvietat i una evidència manifesta, la «sobirania del consumidor» és un element central de la teoria econòmica neoclàssica, i els economistes s'han negat durant molt temps a acceptar aquesta evidència, ja que la publicitat és un concepte difícil d'incorporar a la teoria econòmica. Una de les més importants conseqüències econòmiques que se'n deriven és que per a una societat, un major nivell de producció no implica necessàriament un major nivell de benestar, i qüestiona tota la teoria del creixement i del desenvolupament econòmic.